# 杉山正明
杉山 正明（すぎやま まさあき、1952年3月1日 - 2019年12月24日）は、静岡県生まれの日本の歴史学者。京都大学名誉教授。主要研究テーマはモンゴル時代史、中央ユーラシア史。日本におけるモンゴル史研究の第一人者である。

## 来歴・人物
1952年、静岡県沼津市に生まれる。静岡県立沼津東高等学校を経て1974年京都大学文学部卒業。1979年同大学院文学研究科博士課程単位取得退学、京都大学人文科学研究所助手となる。1988年京都女子大学文学部専任講師、1989年助教授を経て、1992年から京都大学文学部助教授、1995年から教授、のちに京都大学大学院文学研究科教授。2006年、文学博士2017年定年退任、名誉教授。

## 研究・活動
モンゴル帝国史、特に東アジアを支配した初期のモンゴル帝国や元（大元・大モンゴル国）の研究にあたり、それまで日本のモンゴル史研究が中国史料の『元史』等に偏重していたと批判し、『集史』等のペルシア語史料やパスパ文字碑文等のモンゴル語史料をも積極的に利用して多角的に読み直すことによりモンゴル帝国史に新たな視点を見出している。
杉山は、1992年にテレビ番組「NHKスペシャル 大モンゴル」に協力し、同年、『大モンゴルの世界』を出版した。これを皮切りに2002年までにモンゴル帝国史の重要性を説く一般向けの概説書を数多く出版し、2004年には論文をまとめた研究書、『モンゴル帝国と大元ウルス』を出版した。その後、複数の講座ものの歴史書で執筆を担当し、モンゴル帝国の前史・後史をそれぞれ論じた（『疾駆する草原の征服者』、『モンゴル帝国と長いその後』）。
2001年に放送された、NHKの大河ドラマ『北条時宗』においては、時代考証を担当した。

### 主張
- 従来の史観は、ヨーロッパ目線のヨーロッパ史（西欧史）か、漢文史料に基づいた中華史観でしかなく、「世界史」になっていないと批判する[4]。
- モンゴル時代の歴史を把握するためには、ペルシア語・漢文の東西の二大史料を筆頭に、モンゴル語、テュルク語、女真語、ラテン語、サンスクリット語、日本語など、二十数個の言語の史料が関連し、それを原写本、原刻本、碑刻などの「原典」で取り扱う必要があるとする[5]。
- モンゴル帝国の侵攻において住民の大虐殺がなされたとの通念について、そのような実態はなかったと主張する。モンゴル軍は実戦することは多くなかったし、破壊されたはずの都市はその後も健在であり、大虐殺はモンゴル軍の「恐怖の戦略」の結果であるとする[6]。
- モンケ・カアン死後の帝国内乱を経たクビライ・カアンの「大元・大モンゴル国」の建国を重視し、ユーラシアの海陸が一つとなる空前の状況が出現したとする[7]。
- 従来、肯定的に捉えられていた人物を、否定的に論ずることがしばしばある。金からモンゴル帝国に仕えた耶律楚材について、伝記を書いて罵倒している（前半生で擱筆）[8]。南宋滅亡に殉じたとされる文天祥は、「みずからの名声を異様なほどに意識して、あくまで斬死を熱望し、見事に後世の称賛を受けることに成功した」としている[9]。

### 海外への影響
杉山正明の著書は、2010年代以降中国・台湾で相次いで翻訳出版された。
2011年に台湾・廣場出版で刊行された『大漠：遊牧民的世界史』が最初で、以後、『忽必烈的挑戰：蒙古與世界史的大轉向』、『顛覆世界史的蒙古』などが出版され、大陸側では、台湾翻訳本『忽必烈的挑戰：蒙古與世界史的大轉向』『大漠：遊牧民的世界史』に加え、『疾馳的草原征服者：遼、西夏、金、元』が中国語訳出版された。杉山が著書で提起している中国の歴史における元の位置づけに関して、中国学界でも議論が起きており、姚大力（復旦大学）は、『疾馳的草原征服者：遼、西夏、金、元』の書評を書き（その後、推薦文として『疾馳的草原征服者』に収録）、羅新（北京大学）は、『忽必烈的挑戰：蒙古與世界史的大轉向』の書評を書き、張帆（北京大学）は、「大中國與小中國的理論」に関する杉山正明の理論に応えるなど議論を惹起しており、これらは、中国の代表的メディア『東方早報』において紹介されている。
蔡偉傑（深圳大学）は、「日本のモンゴル史と世界史に関する書籍は、両岸出版界にかつてないブームを巻き起こしている」「中国では、杉山正明の著書はさらに大きな影響を呼んでいる」「インターネットでも熱い討論が繰り広げられており、両岸に同時に起きている『杉山旋風』は、本当に目を見張るものがある」と評している。

## 主な受賞・受章歴
- 1995年 『クビライの挑戦 モンゴル海上帝国への道』でサントリー学芸賞[思想・歴史部門]を受賞[11]。
- 2003年 それまでの業績に対し、司馬遼太郎記念財団が第6回司馬遼太郎賞を贈られた[12]。
- 2006年（平成18年）4月29日 紫綬褒章を受章[13]。
- 2007年6月 『モンゴル帝国と大元ウルス』で第97回日本学士院賞を受賞[14]。

## 著書
※は電子書籍も刊

### 単著
- 『大モンゴルの世界 陸と海の巨大帝国』（角川書店［角川選書］、1992年6月）
  - 改訂版『大モンゴルの世界 陸と海の巨大帝国』※（角川ソフィア文庫、2014年12月）、ISBN 4-04-409218-4
- 『クビライの挑戦 モンゴル海上帝国への道』（朝日新聞社［朝日選書］、1995年4月）
  - 『クビライの挑戦 モンゴルによる世界史の大転回』※（講談社学術文庫、2010年8月）、ISBN 4-06-292009-3
- 『モンゴル帝国の興亡（上）―軍事拡大の時代』（講談社現代新書、1996年5月） ISBN 4-06-149306-X
- 『モンゴル帝国の興亡（下）―世界経営の時代』（講談社現代新書、1996年6月） ISBN 4-06-149307-8
- 『耶律楚材とその時代』（白帝社［中国歴史人物選書8］、1996年7月） ISBN 4-89174-235-6
- 『遊牧民から見た世界史―民族も国境もこえて』（日本経済新聞社、1997年10月）
  - 『遊牧民から見た世界史』（日経ビジネス人文庫（松本健一解説）、2003年1月、増補版2011年7月）、ISBN 4-532-19599-3
- 『世界史を変貌させたモンゴル―時代史のデッサン』（角川書店［角川叢書］、2000年12月） ISBN 4-04-702104-0
- 『逆説のユーラシア史―モンゴルからのまなざし』（日本経済新聞社、2002年9月）
  - 改題『モンゴルが世界史を覆す』（日経ビジネス人文庫、2006年3月） ISBN 4-532-19325-7
- 『モンゴル帝国と大元ウルス』（京都大学学術出版会、2004年2月） ISBN 4-87698-522-7
- 『疾駆する草原の征服者―遼 西夏 金 元』（講談社「中国の歴史08」、2005年10月）、編集委員
  - 『疾駆する草原の征服者』※（講談社学術文庫「中国の歴史8」、2021年2月）、ISBN 4-06-522310-5
- 『モンゴル帝国と長いその後』（講談社「興亡の世界史09」、2008年2月）
  - 『モンゴル帝国と長いその後』※（講談社学術文庫「興亡の世界史」、2016年4月）、ISBN 4-06-292352-1
- 『ユーラシアの東西』（日本経済新聞出版社、2010年12月）、主に講演録
- 『京都御所西 一松町物語』（日本経済新聞出版社、2011年11月）、地元京都の随想
- 『海の国の記憶五島列島 時空をこえた旅へ』（歴史屋のたわごと1：平凡社、2015年1月）
- 『露伴の『運命』とその彼方 ユーラシアの視点から』（歴史屋のたわごと2：平凡社、2015年1月）

### 共著
- 『大モンゴルの時代 世界の歴史9』（北川誠一共著、中央公論社、1997年8月） ISBN 412-4034091
  - 中央公論新社・中公文庫〈世界の歴史9〉（2008年8月） ISBN 412-2050448
- 『モンゴル帝国 NHKスペシャル 文明の道5』（日本放送出版協会、2004年2月）
- 『人類はどこへ行くのか 興亡の世界史20』[注 1]（講談社、2009年／講談社学術文庫※、2019年） ISBN 406-5144108
歴史学者10名での共著、論考・シンポジウム

### 訳書・監修
- 『モンゴル帝国の歴史』 デイヴィド・モーガン David Morgan
 大島淳子共訳（角川書店［角川選書234］、1993年2月） ISBN 4047032344
- 『チンギスカンとモンゴル帝国』 ジャン＝ポール・ルー Jean-Paul Rour
 監修（創元社＜「知の再発見」双書111＞、2003年10月） ISBN 4422211714
- 『流沙の記憶をさぐる―シルクロードと中国古代文明』 林梅村
 監修（日本放送出版協会、2005年3月） ISBN 4140810297

### 編著
- 『大地の肖像─絵図・地図が語る世界』（藤井譲治・金田章裕共編、京都大学学術出版会、2007年3月） ISBN 9784876987122
- 『中国歴史研究入門』（礪波護・岸本美緒共編、名古屋大学出版会、2006年1月） ISBN 9784815805272